# تله میان
تله میان، روستایی از توابع بخش چابکسر شهرستان رودسر در استان گیلان ایران است.

## جمعیت
این روستا در دهستان سیاهکلرود قرار دارد و براساس سرشماری مرکز آمار ایران در سال ۱۳۸۵، جمعیت آن ۲۰ نفر (۵خانوار) بوده‌است.